# Castelletto (Genua)

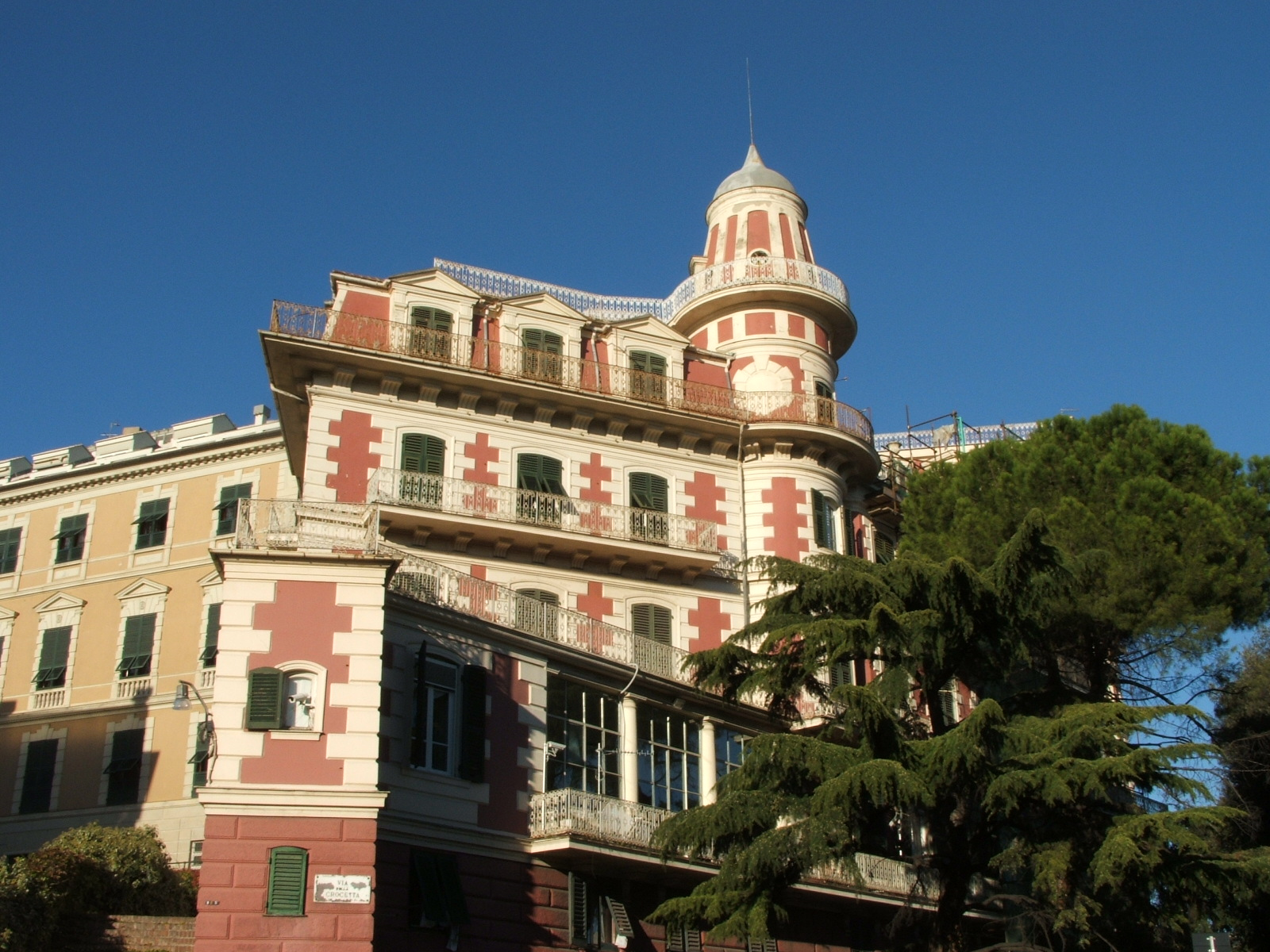
Palazzo in Castelletto

Castelletto ist ein elegantes Wohnviertel der italienischen Hafenstadt Genua. Es liegt auf den Anhöhen über dem Stadtzentrum (Centro storico) in unmittelbarer Nähe des Stadthügels von Righi. Der Name Castelletto rührt von einer Festung her, die in dieser Zone in die ehemalige Stadtmauer und Befestigungsanlage eingefügt war. Castelletto ist das Diminutiv von Castello, zu deutsch Burg oder Schloss.
Das Stadtviertel gehört zum Munizip I Centro Est. Zu Castelletto zählen ebenfalls die Ortsteile um die Piazza Daniele Manin und das ehemalige Dorf San Nicola. Insgesamt erreicht der Stadtteil eine Bevölkerungszahl von 29.371 Einwohnern.

## Geschichte
Die Zone, in der die Festung errichtet worden war, gehört zu den Hügelausläufern des Monte Albano. Dieses Gebiet wurde schon zu Zeiten des Römischen Reiches unter der Bezeichnung Castelletum erwähnt.
Die Befestigungsanlage wurde um das 10. Jahrhundert errichtet und diente nach der Einnahme der Republik Genua durch die Franzosen gegen Ende des 14. Jahrhunderts dem französischen Gouverneur als Amtssitz.
Nachdem Genua 1528 wieder unabhängig geworden war, wurde die Festung Castelletto von den Genuesern als Symbol der Fremdherrschaft abgerissen.
1821 wurde die Burganlage von den Savoyern wieder aufgebaut und beim Volksaufstand von 1849 schließlich endgültig dem Erdboden gleichgemacht. Das Territorium wurde in den folgenden Jahren parzelliert und als Grundstücksland an Privatpersonen verkauft.